# Mambere-Hassimi
Mambere-Hassimi est un village de la commune de Belel situé dans la région de l'Adamaoua et le département de la Vina au Cameroun.

## Population
En 2015, Mambere-Hassimi comptait 1 392 habitants dont 675 hommes et 717 femmes. En termes d'enfants, le village comptait 149 nourrissons (0-35 mois), 25 nourrissons (0-59 mois), 88 enfants (4-5 ans), 326 enfants (6-14 ans), 258 adolescents (12-19 ans), 483 jeunes (15-34 ans).